# Соломин, Виктор Георгиевич
Ви́ктор Гео́ргиевич Соло́мин  (род. 4 октября 1962, Махачкала) — украинский домрист, композитор, импровизатор и преподаватель. Лидер групп Solominband и ДомРа. Член Союза композиторов Нидерландов.. Лауреат международных конкурсов, стипендиат Международного фонда имени Генриха Бёлля (1998). Один из создателей электродомры.

## Биография
Музыкой заинтересовался очень рано. В пятилетнем возрасте самостоятельно научился играть на баяне, после чего родители отправили его учиться в музыкальную школу по классу баяна.
Успешно окончив музыкальную школу, Виктор Соломин поступил в музыкальное училище, но по классу домры..
Уже на первом курсе он получил вторую премию на Всесоюзном конкурсе в Астрахани . После окончания училища, последовала учеба в Харьковской консерватории в классе профессора Коровая Федора Игнатьевича.
Консерватория была окончена экстерном, так как Соломину предложили работу в Москве в ансамбле Людмилы Зыкиной.

С 1989 по 1992 гг. Виктор Соломин работал солистом Государственного Академического Ансамбля Народных Инструментов «Россия»
Художественным руководителем ансамбля была Народная артистка СССР Людмила Зыкина, дирижёром — легендарный баянист и композитор Виктор Гридин.
Нагрянувшая перестройка заставила музыканта вернуться на Украину.
С 1992 по 1995 гг. Соломин работал преподавателем по классу домры и инструментовки в Харьковском Институте Искусств. В это время он создает свою первую группу Общежитие № 13, в которую вошли студенты института. Коллектив концертировал в Германии и Югославии.
1996—2004 гг. — Соломин занимался концертной и преподавательской деятельностью в странах Западной Европы (Чехия, Германия, Голландия, Бельгия, Франция, Италия, Испания, Англия).
В 1998 г. Виктор Столомин стал стипендиатом Heinrich Böll Stiftung в Германии.
В 2004 г. вернулся на Украину и создал в Киеве группу Solominband. Группа стал известна благодаря тому, что в ней впервые джазовая музыка исполнялась на домре.
В 2009 году киевские музыкальные мастера Олег Стоколос и Андрей Степанович совместно с Виктором Соломиным создали первую в мире четырехструнную электродомру.
В 2010 г. создал этно-фьюжн группу «ДомРа», объединившую в своей музыке джаз, рок и аутентические украинские песни.
С 2022 г. живет в Швейцарии и сотрудничает с европейскими оркестрами.
2023-2024  сотрудничает как композитор и исполнитель с Pfalztheater (Кайзерслаутерн, Германия. 

Основные сочинения
1. Джазовые пьесы для домры
2. Четыре фантазии для домры с оркестром на темы Астора Пьяццоллы
  - Libertango
  - Oblivion
  - Milonga del Angel]
  - Vayamos Al Diablo
3. Фантазия для домры с оркестром на тему Исаака Альбениса
4. Музыка к короткометражному фильму Тараса Валигуры «Ощущение»
5. Цикл песен в соавторстве с Дарьей Ивановской
  - Весна
  - Купальська
  - Рыбы
6. Обработки украинских народных песен
7. Цикл песен для голоса с оркестром народных инструментов
Щедрий вечір
8. Музыка к спектаклю Untröstliche Schatten. Режиссёр Элина Финкель
9. Ukrainian song and dance